# 현대 코러스
현대 코러스(Hyundai Chorus)는 현대자동차의 준중형 버스다. 

## 1세대

### 코러스 (1988년3월~1998년3월)
1988년 3월 8일에 출시되었다. D0710의 뒤를 이은 차종이다. 마이티(1세대)와 플랫폼을 공유한다. 전기형은 1994년 11월 30일까지 생산되었고, 페이스 리프트를 거친 후기형이 1994년 12월 1일 출시되어 4년간 생산되었다. 후기형은 터보 엔진이 추가되었고, 동급 최초의 전착 도장, 전륜 디스크 브레이크가 적용되었다. 1998년 3월에 후속 차종인 카운티가 출시되어 단종되었다. 총 7,451량이다.

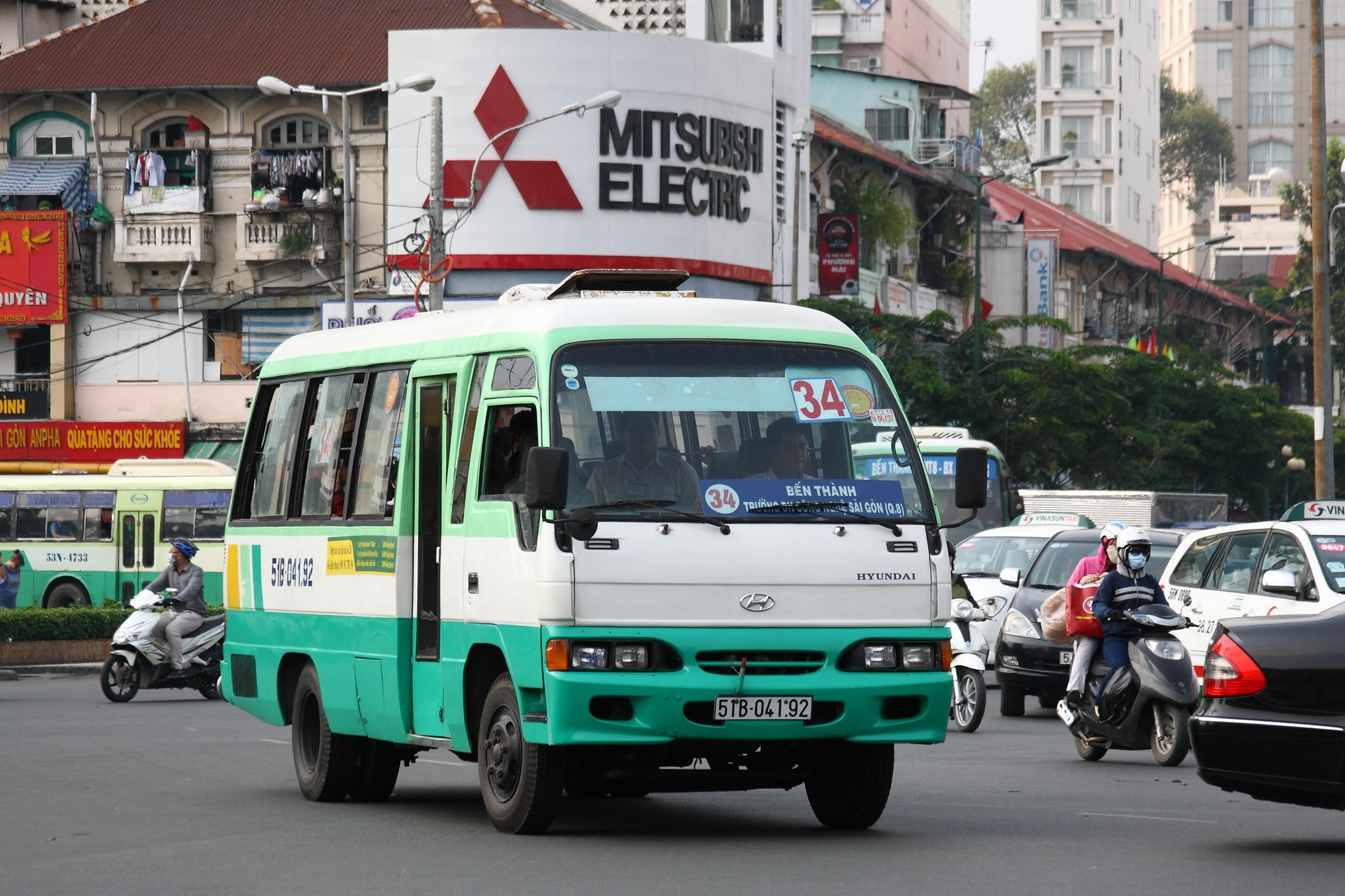
현대 코러스 (후기형) 정측면

## 같이 보기
- 현대자동차
- 현대 카운티